# Caroline Hanks
Pour les articles homonymes, voir Hanks (homonymie).
Caroline Hanks est une joueuse américaine de hockey sur gazon. Elle évolue au poste de défenseure au ADK Field Hockey et avec l'équipe nationale américaine.

## Biographie
- Naissance le 9 février 1996 à Niskayuna.
- Élève à l'Université du Maryland.

## Carrière
Elle a fait ses débuts avec l'équipe première le 26 janvier 2020 contre les Pays-Bas en Caroline du Nord lors de la Ligue professionnelle 2020-2021.